# Port lotniczy Adelaide

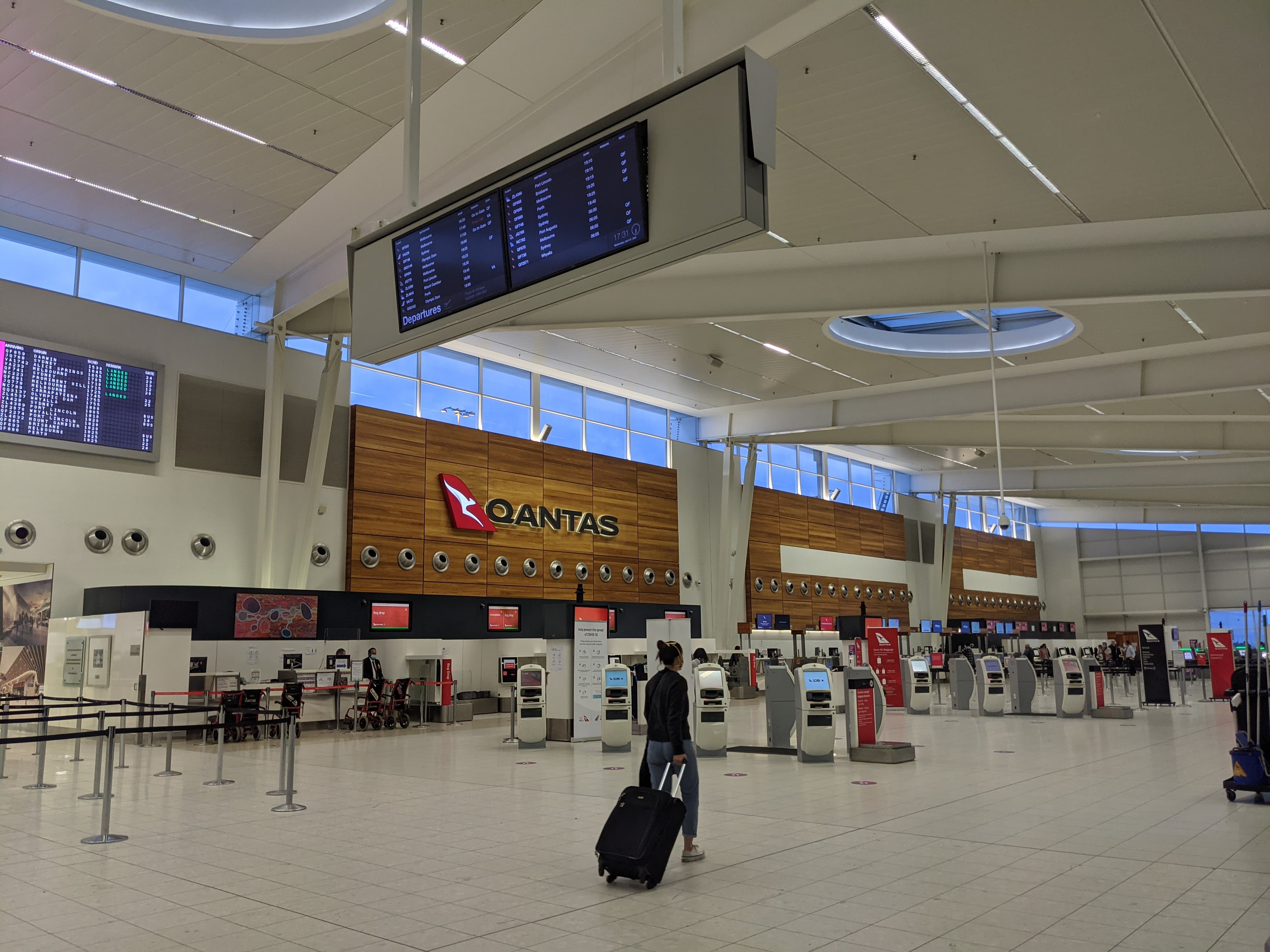
Miejsce odprawy linii Qantas

Port lotniczy Adelaide (IATA: ADL, ICAO: YPAD) – międzynarodowy port lotniczy położony 8 km od centrum Adelaide, w stanie Australia Południowa, w Australii.

## Linie lotnicze i połączenia
- Air New Zealand (Auckland)
- Alliance Airlines (Olympic Dam, Prominent Hill)
- Cathay Pacific (Hongkong)
- Emirates (Dubaj)
- Jetstar Airways (Brisbane, Cairns, Darwin, Gold Coast, Melbourne, Perth, Sydney)
- Malaysia Airlines (Kuala Lumpur)
- National Jet (Ballera, Moomba)
- Qantas (Alice Springs, Brisbane, Canberra, Darwin, Melbourne, Perth, Singapur, Sydney)
  - QantasLink obsługiwane przez National Jet (Kalgoorlie)
  - QantasLink obsługiwane przez Alliance Airlines (Olympic Dam)
- Regional Express Airlines (Broken Hill, Ceduna, Coober Pedy, Kingscote (Kangaroo Island), Mount Gambier, Port Lincoln, Whyalla)
- Sharp Airlines (Mildura, Port Augusta, Portland (Vic), Avalon)
- Singapore Airlines (Singapur)
- Tiger Airways Australia (Alice Springs, Canberra, Gold Coast, Hobart, Melbourne, Perth, Sydney)
- Virgin Blue (Brisbane, Broome [sezonowo], Canberra, Gold Coast, Melbourne, Perth, Sydney)
  - Virgin Blue obsługiwane przez Pacific Blue Airlines (Denpasar/Bali, Nadi)

### Cargo
- Australian air Express (Melbourne)
- Singapore Airlines Cargo (Singapur, Melbourne)
- Toll Priority (Melbourne)